# Поци Петролио (Фрозиноне)
Поци Петролио је насеље у Италији у округу Фрозиноне, региону Лацио.
Према процени из 2011. у насељу је живело 25 становника. Насеље се налази на надморској висини од 94 м.